# Розовский (Алтайский край)
Розо́вский — упразднённый в 1983 году посёлок в Суетском районе Алтайского края России. На момент упразднения входил в состав Александровского сельсовета. 

## География
Посёлок располагался в пределах Кулундинской степи, являющейся частью Западно-Сибирской равнины, в 3,5 км к юго-западу от села Михайловка.

## История
Основан в 1911 году, немцами переселенцами из Екатеринославской губернии. До 1917 года лютеранско-менонитский посёлок Добровольской волости Барнаульского уезда Томской губернии. До 1953 г. административный центр Розовского сельсовета. Колхоз имени Розы Люксембург.
Исключен из учётных данных в 1983 году.

## Население
| год     | 1926 |
| ------- | ---- |
| человек | 165  |